# Еммі (премія, 2012)
64-та церемонія вручення Прайм-тайм премії «Еммі» (англ. 64rd Annual Primetime Emmy Awards) — головна телевізійна премія США, якою нагороджують найкращі телепрограми року, що виходять у прайм-тайм з 1 червня 2011 року по 31 травня 2012 року. Вручення премій відбулося 23 вересня 2012 року в Nokia Theatre в Лос-Анджелесі. Трансляція цьогорічного заходу відбулася на телеканалі ABC, а ведучим виступив комік Джиммі Кіммел.

## Переможці та номінанти
У наведених нижче таблицях переможці вказані першими та виділені жирним шрифтом.

### Програми
| Найкращий драматичний серіал | Найкращий комедійний серіал |
| --- | --- |
| - Чужий серед своїх (Showtime) - Підпільна імперія (HBO) - Пуститися берега (AMC) - Абатство Даунтон (PBS) - Гра престолів (HBO) - Божевільні (AMC)                       | - Американська сімейка (ABC) - 30 потрясінь (NBC) - Теорія великого вибуху (CBS) - Стримай свій ентузіазм (HBO) - Дівчата (HBO) - Віце-президент (HBO)                                                                                  |
| Найкращий мінісеріал або фільм | Найкращий виступ в вар'єте або музичній програмі |
| - Гра змінилась (HBO) - Американська історія жахів (FX) - Гетфілди і Маккої (History) - Гемінґвей та Ґеллгорн (HBO) - Лютер (BBC One) - Шерлок: Скандал у Белгравії (PBS) | - The Daily Show (Comedy Central) - The Colbert Report (Comedy Central) - Jimmy Kimmel Live! (ABC) - Late Night with Jimmy Fallon (NBC) - Real Time with Bill Maher (HBO) - Суботнім вечором у прямому ефірі (NBC)                      |
| Найкраща конкурсна реаліті-програма | Найкращий ведучий конкурсної реаліті-програми |
| - The Amazing Race (CBS) - Танці з зірками (ABC) - Проект Подіум (Lifetime) - So You Think You Can Dance (FOX) - Top Chef (Bravo) - The Voice (NBC)                       | - Том Берджерон для Dancing with the Stars (ABC) - Кет Дійлі для So You Think You Can Dance (FOX) - Філ Кеоган для The Amazing Race (CBS) - Раян Сікрест для American Idol (FOX) - Бетті Вайт для Betty White's Off Their Rockers (NBC) |

### Акторські категорії

#### Головні актори
| Найкращий актор у драматичному телесеріалі | Найкраща актриса у драматичному телесеріалі |
| --- | --- |
| - Деміен Льюіс за роль Ніколаса Броді в Чужий серед своїх (Showtime) - Г'ю Бонневіль за роль Роберта в Абатство Даунтон (PBS) - Стів Бушемі за роль Накі Томпсона в Підпільна імперія (HBO) - Браян Кренстон за роль Волтера Вайта в Пуститися берега (AMC) - Майкл Голл за роль Декстера Моргана в Декстер(Showtime) - Джон Гемм за роль Дона Дрейпера в Божевільні (AMC)                                           | - Клер Дейнс за роль Керрі Матісон в Чужий серед своїх (Showtime) - Кеті Бейтс за роль Геррі в Закон Геррі (NBC) - Гленн Клоуз за роль Петти Г'юз в Сутичка (Audience Network) - Мішель Докері за роль Леді Мері Кроулі в Абатство Даунтон (PBS) - Джуліанна Маргуліс за роль Алісії Флорік в Гарна дружина (CBS) - Елізабет Мосс за роль Пеггі Олсон в Божевільні (AMC)                                         |
| Найкращий актор у комедійному телесеріалі | Найкраща актриса в комедійному телесеріалі |
| - Джон Краєр за роль Алана Гарпера в Два з половиною чоловіки (CBS) - Алек Болдвін за роль Джека Донах'ю в 30 потрясінь (NBC) - Луї Сі Кей за роль Луї в Луї (FX) - Дон Чідл за роль Марті Каана в Будинок брехні (Showtime) - Ларрі Девід за роль самого себе в Стримай свій ентузіазм (HBO) - Джим Парсонс за роль Шелдона Купера в Теорія великого вибуху (CBS)                                                   | - Джулія Луіс-Дрейфус за роль Селіни Меєр в Віце-президент (HBO) - Зоуї Дешанель за роль Джесіки в Новенька (FOX) - Лена Дангем за роль Анни Хорват в Дівчата (HBO) - Еді Фалько за роль Джекі Пейтон в Медсестра Джекі (Showtime) - Тіна Фей за роль Ліз Лемон в 30 потрясінь (NBC) - Меліса Маккарті за роль Моллі Флінн в Майк і Моллі (CBS) - Емі Полер за роль Леслі Кноуп в Парки та зони відпочинку (NBC) |
| Найкращий актор у міні-серіалі або фільмі | Найкраща актриса в міні-серіалі або фільмі |
| - Кевін Костнер за роль Диявола Гетфілда в Гетфілди і Маккої (History) - Бенедикт Камбербетч за роль Шерлока Холмса в Шерлок: Скандал у Белгравії (PBS) - Ідріс Ельба за роль Джона Лютера в Лютер (BBC One) - Вуді Гаррельсон за роль Стіва Шмідта в Гра змінилась (HBO) - Клайв Овен за роль Ернеста Гемінґвейя в Гемінґвей та Ґеллгорн (HBO) - Білл Пекстон за роль Рендалла Маккоя в Гетфілди і Маккої (History) | - Джуліанн Мур за роль Сари Пейлін в Гра змінилась (HBO) - Конні Бріттон за роль Вів'єн Гармон в Американська історія жахів(FX) - Ешлі Джад за роль Ребекки Вінстоун в Зниклий (ABC) - Ніколь Кідман за роль Марти Ґеллгорн в Гемінґвей та Ґеллгорн (HBO) - Емма Томпсон за роль её в Пісня ланча (PBS) |

#### Другорядні актори
| Найкращий актор другого плану у драматичному телесеріалі | Найкраща актриса другого плану у драматичному телесеріалі |
| --- | --- |
| - Аарон Пол за роль Джессі Пінкмена в Пуститися берега (AMC) - Джим Картер за роль містера Карсона в Абатство Даунтон (PBS) - Брендан Койл за роль Джона Бейтса в Абатство Даунтон (PBS) - Пітер Дінклейдж за роль Тіріона Ланістера в Гра Престолів (HBO) - Джанкарло Еспозіто за роль Ґуставо Фрінга в Пуститися берега (AMC) - Джаред Гарріс за роль Лейна Прайса в Божевільні (AMC)                  | - Меггі Сміт за роль графині Грентхем в Абатство Даунтон (PBS) - Крістін Баранскі за роль Даян Локхарт в Гарна дружина (CBS) - Фроггат Джоан за роль Анни в Абатство Даунтон (PBS) - Анна Ганн за роль Скайлер Вайт в Пуститися берега (AMC) - Крістіна Гендрікс за роль Джоан Гарріс в Божевільні (AMC) - Арчі Панджабі за роль Калінди Шарми в Гарна дружина (CBS)                                                            |
| Найкращий актор другого плану у комедійному телесеріалі | Найкраща актриса другого плану у комедійному телесеріалі |
| - Ерік Стоунстріт за роль Кемерона Такера в Американська сімейка (ABC) - Ті Баррел за роль Філа Данфі в Американська сімейка (ABC) - Джессі Тайлер Фергюсон за роль Мітчелла Прітчетта в Американська сімейка (ABC) - Макс Грінфілд за роль Шмідта в Новенька (FOX) - Білл Гейдер за різні ролі в Суботнім вечором у прямому ефірі (NBC) - Ед О'Нілл за роль Джея Прітчетта в Американська сімейка (ABC) | - Джулі Боуен за роль Клер Данфі в Американська сімейка (ABC) - Маім Б'ялік за роль Емі Фарр Фаулер в Теорія великого вибуху (CBS) - Кетрін Джустен за роль Карен Маккласкі в Відчайдушні домогосподарки (ABC) - Софія Верґара за роль Глорії Дельгадо-Прітчет в Американська сімейка (ABC) - Мерріт Вівер за роль Зої Баркоу в Медсестра Джекі (Showtime) - Крістен Віг за різні ролі в Суботнім вечором у прямому ефірі (NBC) |
| Найкращий актор другого плану у міні-серіалі або фільмі | Найкраща актриса другого плану у міні-серіалі або фільмі |
| - Том Беренджер за роль Джиам Вэнса в Гетфілди і Маккої (History) - Мартін Фріман за роль Джона Вотсона в Шерлок: Скандал в Белгравії (PBS) - Ед Гарріс за роль Джона Маккейна в Гра змінилась (HBO) - Деніс О'Харе за роль Ларрі Гарві в Американська історія жахів (FX) - Девід Стретейрн за роль Джона Доса Пассоса в Гемінґвей та Ґеллгорн (HBO)                                                     | - Джессіка Ленг за роль Констанс Ленгдон в Американська історія жахів (FX) - Френсіс Конрой за роль Мойри О'Хара в Американська історія жахів (FX) - Джуді Девіс за роль Джил Тенкард в Восьма сторінка (PBS) - Сара Полсон за роль Ніколь Воллес в Гра змінилась (HBO) - Мер Віннінгем за роль Саллі Маккой в Гетфілди і Маккої (History)                                                                                      |

#### Гостьові категорії
| Найкращий запрошений актор у драматичному телесеріалі | Найкраща запрошена актриса у драматичному телесеріалі |
| --- | --- |
| - Джеремі Девіс за роль Дікі Беннета в Правосуддя (FX) - Ділан Бейкер за роль Коліна Суіні в Хороша дружина (CBS) - Бен Фельдман за роль Майкла Гінзберга в Божевільні (AMC) - Майкл Джей Фокс за роль Людовіга Каннінга в Хороша дружина (CBS) - Марк Марголіс за роль Тіо Саламанке в Пуститися берега (AMC) - Джейсон Ріттер за роль Марка Сіра в Батьки (NBC)                                | - Марта Плімптон за роль Патті Ніхолм в Хороша дружина (CBS) - Джоан К'юсак за роль Шейли Джексон в Безсоромні (Showtime) - Лоретта Дівайн за роль Адель Веббер в Анатомія Грей (ABC) - Джулія Ормонд за роль Марі Кальве в Божевільні (AMC) - Джин Смарт за роль Розанни Реммік в Закон Геррі (NBC) - Ума Турман за роль Ребекки Дюваль в Смеш (NBC)                             |
| Найкращий запрошений актор у комедійному телесеріалі | Найкраща запрошена актриса у комедійному телесеріалі |
| - Джиммі Феллон за різні ролі в Суботнім вечором у прямому ефірі (NBC) - Вілл Арнет за роль Девона Бенкса в 30 потрясінь (NBC) - Боббі Каннавале за роль Майка Круза в Медсестра Джекі (Showtime) - Майкл Джей Фокс за роль самого себе в Стримай свій ентузіазм (HBO) - Джон Гемм за роль Авеніра і Девіда Брінклі в 30 потрясінь (NBC) - Грег Кіннер за роль Теда в Американська сімейка (ABC) | - Кеті Бейтс за роль Привида Чарлі Гарпера в Два з половиною чоловіки (CBS) - Елізабет Бенкс за роль Ейвері в 30 потрясінь (NBC) - Маргарет Чо за роль Кім Чен Іра в 30 потрясінь (NBC) - Дот Джонс за роль Шерон Біст в Хор (FOX) - Меліса Маккарті за різні ролі в Суботнім вечором у прямому ефірі (NBC) - Майя Рудольф за різні ролі в Суботнім вечором у прямому ефірі (NBC) |

## Найбільше номінацій
За телеканалами
- HBO — 81
- CBS — 60
- PBS — 58
- NBC — 51
- ABC — 48
- AMC — 34
- Fox — 26

Джерело:
За програмою
- Американська історія жахів (FX) / Божевільні (AMC) — 17
- Абатство Даунтон (PBS) / Хетфілди і Маккої (History) — 16
- Хемінгуей і Геллхорн (HBO) — 15
- Американська сімейка (ABC) / Суботнім вечором у прямому ефірі (NBC) — 14
- 30 потрясінь (NBC) / Пуститися берега (AMC) / Шерлок: Скандал у Белгравії (PBS) — 13
- Підпільна імперія (HBO) / Гра змінилась (HBO) — 12
- Чужий серед своїх (Showtime) — 9
- 84th Annual Academy Awards (ABC) — 8
- The Amazing Race (CBS) / Танці з зірками (ABC) / Хороша дружина (CBS) — 7

Джерело:

## Найбільше нагород
За телеканалами
- HBO — 6
- ABC/CBS — 5
- Showtime/FX — 4
- History Channel — 2

За програмою
- Чужий серед своїх (Showtime) — 6
- Гра змінилась (HBO) / Хетфілди і Маккої (History) / Американська сімейка (ABC) — 5
- Підпільна імперія (HBO) / Суботнім вечором у прямому ефірі (NBC) — 4

Примітки
1. ↑  Включаючи лише вищенаведені категорії

## Рейтинги церемонії
Церемонію, яка транслювалась на каналі ABC 23 вересня 2012 року, спостерігали 13.26 мільйонів телеглядачів. На червоній доріжці за подією стежили 5.63 мільйони людей.